# Sonia Gandhi
Sonia Gandhi (født 9. december 1946 i Lusiana, Vicenza) er en italiensk kvinde, som giftede sig med den indiske politiker Rajiv Gandhi. Efter dennes død overtog hun lederskabet for landets største politiske parti, Det Indiske Kongresparti.